# فلاديمير بوليلختوف
فلاديمير بوليلختوف (الروسية: Полуяхтов, Владимир Александрович) (11 يوليو 1989 بكراسافينو في روسيا - ) هو لاعب كرة قدم روسي في مركز الدفاع. لعب مع نادي أورينبورغ وزيمتشوزينا سوتشي ‏ ونادي دينامو سانت بطرسبرغ ‏ وأف سي موسكو وساتورن-2 لمنطقة موسكو ‏.

## وصلات خارجية
- فلاديمير بوليلختوف على موقع قاعدة بيانات كرة القدم.إي يو (الإنجليزية)
- فلاديمير بوليلختوف على موقع Soccerway.com (الإنجليزية)
- فلاديمير بوليلختوف على موقع عالم كرة القدم.نت (الإنجليزية)